# Tarasivka, Pervomaisk
Tarasivka (în ucraineană Тарасівка) este localitatea de reședință a comunei Tarasivka din raionul Pervomaisk, regiunea Mîkolaiiv, Ucraina.

## Demografie
Componența lingvistică a localității Tarasivka
     Ucraineană (95,27%)
     Rusă (2,37%)
     Română (2,37%)
Conform recensământului din 2001, majoritatea populației localității Tarasivka era vorbitoare de ucraineană (95,27%), existând în minoritate și vorbitori de rusă (2,37%) și română (2,37%).